# Lemmon Rock Lookout House
La Lemmon Rock Lookout House est une tour de guet américaine du comté de Pima, en Arizona. Située à 2 674 mètres d'altitude dans les monts Santa Catalina, elle est protégée au sein de la forêt nationale de Coronado et en bordure de la Pusch Ridge Wilderness. Érigée en 1928, elle est inscrite au Registre national des lieux historiques depuis le 28 janvier 1988.